# L'Arche russe
Pour plus de détails, voir Fiche technique et Distribution.
L'Arche russe (en russe : Русский ковчег, Rousski kovtcheg) est un film russe réalisé par Alexandre Sokourov, sorti en 2002.

## Synopsis
Accompagnant un visiteur étranger (l'écrivain français Astolphe de Custine, auteur de La Russie en 1839, ouvrage qui fera découvrir la Russie à de nombreux Européens au moment de sa publication en 1843), sans être vu des personnages, le narrateur visite le musée de l'Ermitage à Saint-Pétersbourg. Lors de sa visite, le narrateur et l'étranger rencontrent les héros de quatre cents ans d'histoire russe, comme le tsar Pierre le Grand ou le poète Alexandre Pouchkine.

## Fiche technique
- Titre : L'Arche russe
- Titre original : Русский ковчег, Rousski kovtcheg
- Réalisation : Alexandre Sokourov
- Scénario : Anatoli Nikiforov
- Musique : Sergueï Evtouchenko
- Photographie : Tilman Büttner (opérateur steadicam et directeur de la photographie).
- Caméra : Sony HDW F900 HDCAM CinéAlta.
- Montage : Stefan Ciupek et Serguei Ivanov
- Production : Jens Meurer
- Pays de production :  Russie, en coproduction avec  Allemagne
- Langue originale : russe (et partiellement en persan)
- Format : couleurs - 1,85:1 - HDTV (tournage) / 35 mm (projection) - Dolby Digital
- Durée : 96 minutes
- Dates de sortie :
  - France : 22 mai 2002 (Festival de Cannes), 26 mars 2003 (sortie nationale)
  - Belgique : 26 mars 2003
  - Royaume-Uni : 4 avril 2003
  - Allemagne : 1er mai 2003

## Distribution
- Sergueï Dontsov (Dreïden) (ru) : l'étranger
- Maria Kouznetsova : Catherine II
- Léonid Mozgovoï (ru) : l'espion
- Mikhaïl Piotrovski : lui-même
- David Giorgobiani : Orbeli
- Alexandre Tchaban : Boris Piotrovski
- Lev Élisseïev : lui-même[réf. nécessaire]
- Oleg Khmelnitski : lui-même[réf. nécessaire]
- Alla Osipenko : elle-même
- Tamara Kourenkova : ballerine
- Maxime Sergueïev : Pierre le Grand
- Natalia Nikoulenko : Catherine Ire de Russie

## Autour du film
Le film a la particularité d'être constitué d'un seul plan séquence de 96 minutes,. Cette prouesse technique a été rendue possible grâce au développement de la vidéo numérique en haute définition, où l'image peut être enregistrée directement sur disque dur, repoussant les contraintes du tournage sur pellicule, notamment de temps. Aucun montage n'a donc été nécessaire, toutefois l'étalonnage est légèrement différent sur certaines sections pour rattraper les différences de couleurs et de luminosité.
Il a fallu plusieurs mois de répétitions pour régler le mouvement de la caméra ainsi que le jeu des 850 acteurs et environ 1 000 figurants. Après trois prises interrompues, la quatrième fut la bonne. C'est donc l'un des tournages les plus courts de l'histoire du cinéma : la journée du 23 décembre 2001. 
Par ce choix technique contraint — l'équipe ne pouvait disposer du décor plus longtemps — mais aussi esthétique, le réalisateur a voulu rendre hommage à l'histoire de son pays dans le décor du musée de l'Ermitage, « dans un souffle »,.

## Distinctions

### Récompenses
- Festival de Toronto 2002 : Visions Award
- Nika 2004 : meilleurs décors

### Nominations et sélections
- Festival de Cannes 2002 : en compétition officielle
- Prix du cinéma européen 2002 : meilleur réalisateur et meilleur directeur de la photographie
- Nika 2004 : Meilleur film et meilleur son